# 珀京
珀京（發音：[ˈpœkɪŋ]）是德国巴伐利亚州上巴伐利亚行政区施塔恩贝格县的市镇，面积20.96平方千米，2023年12月31日人口为5,617人。

## 地理
珀京位于慕尼黑地区，位于慕尼黑市中心西南约25千米处。波森霍芬（Possenhofen）和下珀京（Niederpöcking）分区毗邻施塔恩贝格湖，因此也可以连接到施塔恩贝格湖的主要旅游航线。距离北部的施塔恩贝格约4千米。
该市镇有六个分区：
- 阿舍灵（Aschering；教堂村）
- 迈辛（Maising；教堂村）
- 下珀京（Niederpöcking ；村）
- 珀京（Pöcking；牧师村）
- 波森霍芬（Possenhofen；教堂村）
- 塞维森（Seewiesen；小定居点）

当地有阿舍灵、迈辛和珀京三个地籍区（Gemarkung）。

## 历史
该地名最早以“Peking”的形式见于14世纪，其源于巴伐利亚人名“Becco”或“Pecco”。
珀京曾属于拉罗塞伯爵，是加拉茨豪森-波森霍芬庄园区的一部分，后者是巴伐利亚选侯国的一部分。在巴伐利亚行政改革的过程中，珀京市镇依1818年市政法令建立。
在巴伐利亚州改革的过程中，1927年7月1日，市镇阿舍灵并入珀京。1978年1月1日，市镇迈辛并入珀京。

## 政治

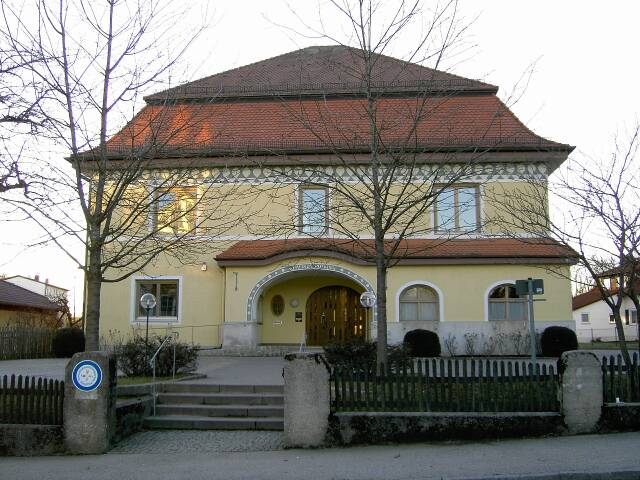
珀京市政厅

### 市镇议会
2020年3月15日举行了市政选举，珀京的4449名选民中有2934人参与投票，投票率为65.95%。选举结果如下表示：
- 无党派选民团体（PWG）：45.1%
- CSU：24.6%
- 绿党：19.5%
- SPD：7.5%
- FDP：3.4%

一共20位市议员席位分配如下：
- PWG 9
- CSU 5
- 绿党 4
- SPD 1
- FDP 1

### 市长
现任市长是赖纳·施尼茨勒（无党派选民团体，PWG）。2002年，他接替前任市长康拉德·克拉布勒（PWG）。2020年3月15日的市政选举，他以79.91%的选票连任。

## 文化

### 博物馆

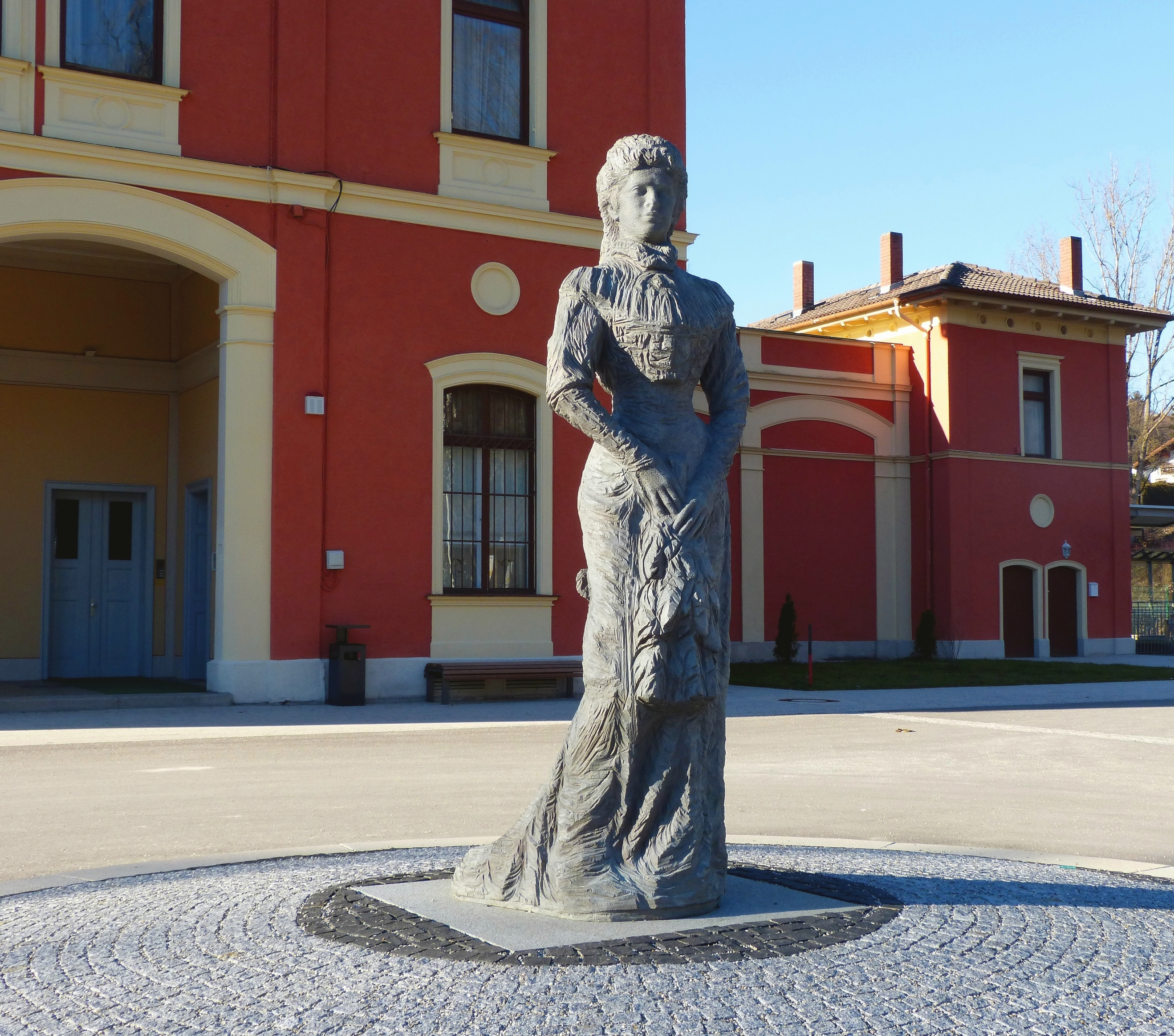
伊丽莎白皇后博物馆前的雕像

- 伊丽莎白皇后博物馆

### 建筑

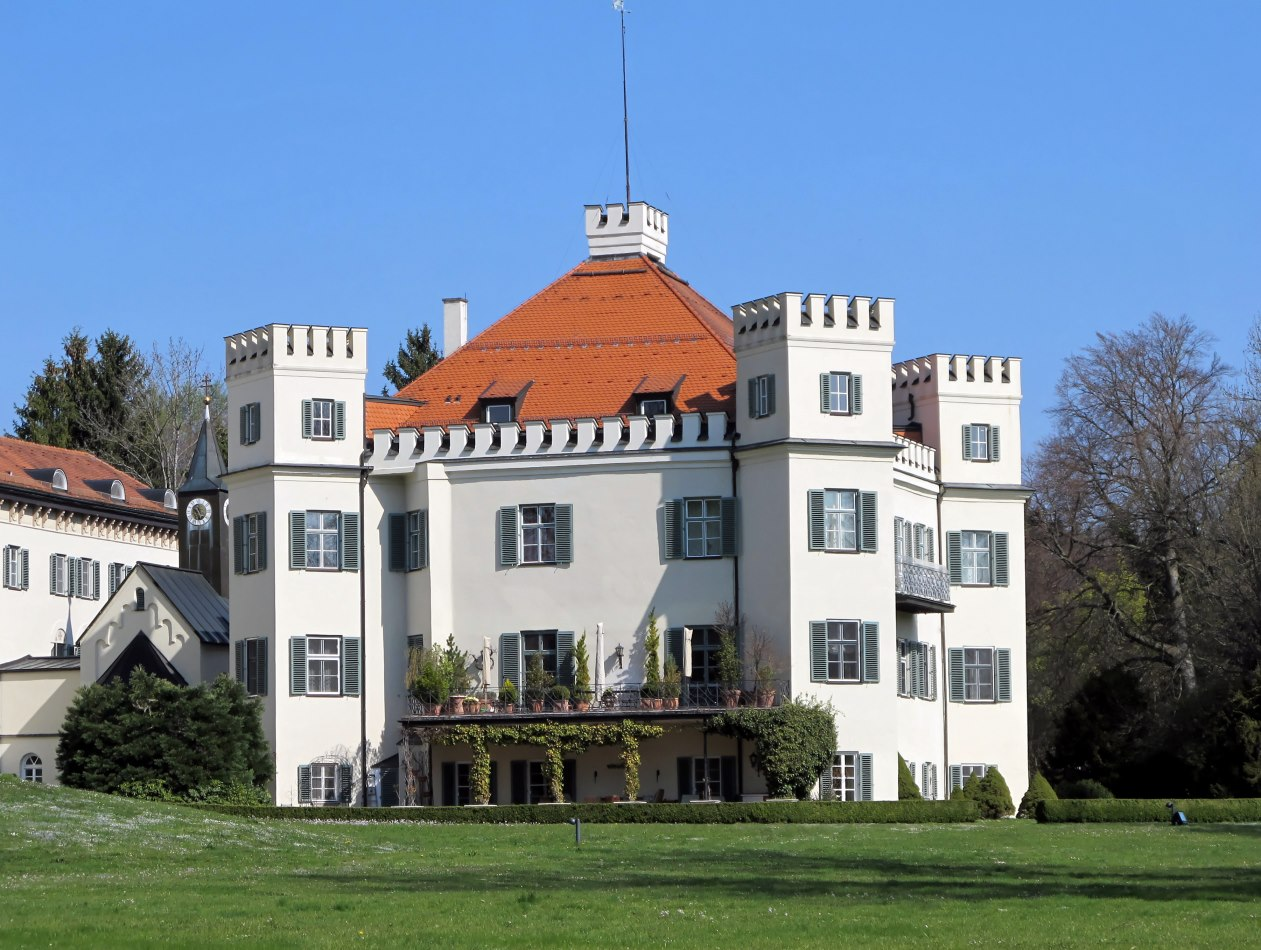
波森霍芬城堡

- 波森霍芬城堡（不对外开放）
- 圣庇护教堂
- 圣乌尔里希教堂

### 协会
- 珀京消防协会
- 德国救生协会——珀京-施塔恩贝格地方分会
- 珀京-波森霍芬体育俱乐部
- 野生动物保护协会
- 珀京体育射击协会

## 经济

### 公共机构
- 位于马克斯霍夫的费尔吉贝尔将军营房是联邦国防军的训练营房，该营房名称致敬的是埃里希·费尔吉贝尔（德语：Erich Fellgiebel），他是一名抵抗运动成员，在1944年7月20日被处决。

### 教育
- 马克斯·普朗克生物智能研究所位于塞维森，前身为1954年成立的马克斯·普朗克鸟类学研究所，2004年改名为马克斯·普朗克行为生理学研究所，2023年改为现名。
- 幼儿园
- 青年旅社
- 社区图书馆
- DGB下珀京教育机构

### 经济
在二十世纪之前，当地居民主要靠在附近水域捕鱼为生。个别渔民开始建造渔船。位于波森霍芬的格拉斯家族造船厂现在生产龙骨船。1945年之后，机械制造、摩托车和制药公司，以及主要和附属建筑业也增加了。当时有200多人在那里工作。2012年在珀京有服务业公司和租赁公司。

## 交通
2号联邦公路穿过珀京市镇，连接施塔恩贝格和魏尔海姆，穿过五湖地区。
现在受文化遗产保护的火车站位于慕尼黑-加米施-帕滕基兴铁路线的波森霍芬。该车站于1865年由马克西米利安二世国王建造。为贵族出行建造；建筑师是格奥尔格·冯·多尔曼。它被称为茜茜皇后火车站；诸侯车站与平坦的木屋顶和侧翼是法院和上流贵族使用铁路的证明。2008年，该车站进行了翻新，现在由慕尼黑城市快铁的S6线提供服务（可直接通往慕尼黑火车总站）。一条公交线路为市中心提供公共交通连接。
珀京由MVV的三条区域公交线路连通，即909路、956路、976路。

## 名人
- 巴伐利亚的卡尔·特奥多尔 （1839–1909），出生于波森霍芬，眼科医生
- 瓦伦丁·科赫（Valentin Koch；1869-1936），维尔茨堡和雷根斯堡铁路总局主席
- 索菲·阿德尔海德（Sophie Adelheid；1875-1957），出生于波森霍芬，巴伐利亚公主
- 巴伐利亚的伊丽莎白·加布里埃尔（1876-1965），生于波森霍芬，后来成为比利时王后
- 米夏埃尔·拉姆施泰特（Michael Ramstetter；1953-2022），记者和主编
- 奥托·冯·哈布斯堡（Otto von Habsburg；1912－2011年），奥地利最后一位王储，记者，欧洲议会议员，记者和作家，自1954年以来一直住在珀京的哈布斯堡别墅
- 康拉德·克拉布勒（Konrad Krabler，1930–2022），珀京前任市长（1984–2002）
- 莫里茨·冯·施温德（1804-1871），奥地利画家（1804-1871），在下珀京去世。
- 莱尼·里芬斯塔尔（1902-2003），德国女演员，在珀京去世。
- 卡尔·曼宁格（Karl Manninger；1912-2002），教堂画家，在珀京生活和去世
- 马蒂亚斯·德弗雷格尔 （1915–1995），慕尼黑-弗赖辛总教区的副主教，在去世前的最后几年生活在珀京
- 菲利普·瓦卢利斯（Philipp Walulis；1980年－），电视节目主持人，在珀京长大